# 교황 에우티키아노
교황 에우티키아노(라틴어: Eutychianus, 이탈리아어: Eutichiano)는 제27대 교황(재위: 275년 1월 4일 - 283년 12월 7일)이다. 사후 성인으로 시성되었으며, 축일은 12월 7일이다.
갈리스토 카타콤바에 그리스어로 새겨진 묘비명이 발견되었다는 점 외에는 상세한 정보가 알려져 있지 않다. 심지어 그가 교황으로 재위한 시기도 확실하지가 않다. 《교황 연대표》에는 에우티키아노의 재위기간을 275년부터 283년까지 약 8년 11개월로 기록한 것에 반해, 에우세비오는 10개월이라고 다르게 기록하였다.
에우티키아노는 포도나 콩 등 곡식의 맏물을 제대에 바쳐 축복하는 예식을 제정하였으며, 324명의 순교자를 손수 장사 지냈다고 전해지고 있다. 하지만 일부 역사학자들은 275년 아우렐리아누스 황제가 죽은 후부터 기독교에 대한 어떠한 박해도 없었으며, 미사 때 봉헌할 농작물을 축복하는 예식은 좀 더 나중에 도입되었다고 보고 있기도 하다.

## 같이 보기
- 교황 목록